# حسن‌آباد (گنج‌آباد)
حسن‌آباد یا حسن‌آباد۱ روستایی در دهستان گنج‌آباد بخش اسماعیلی شهرستان جیرفت استان کرمان ایران است.

## جمعیت
بر پایه سرشماری عمومی نفوس و مسکن در سال ۱۳۹۵ جمعیت این مکان ۱۱۶ نفر (۳۸خانوار) بوده‌است.